# Ourapteryx pluristrigata
Ourapteryx pluristrigata är en fjärilsart som beskrevs av W. Warren 1888. Ourapteryx pluristrigata ingår i släktet Ourapteryx och familjen mätare. Inga underarter finns listade i Catalogue of Life.